# ジョルジョ・パリージ
ジョルジョ・パリージ（Giorgio Parisi、1948年8月4日 - ）はイタリアの理論物理学者。2021年、「原子から惑星のスケールまでの物理システムの不規則性と揺らぎの相互作用の発見」に関する業績で真鍋淑郎、クラウス・ハッセルマンと共にノーベル物理学賞を共同受賞した。

## 来歴
ローマ出身。1970年にローマ大学卒業し、1971年から1981年までイタリア国立核物理研究所に在籍する傍ら、1973から翌年までコロンビア大学、1976年から翌年までフランス高等科学研究所 (IHÉS)、1977年から翌年までパリ高等師範学校で客員研究員を務めた。1981年にローマのTor Vergata大学教授、1992年に母校教授に就任。2018年から2021年までアッカデーミア・デイ・リンチェイ会長を務めた。

## 受賞歴
- 1992年 - ボルツマン賞
- 1999年 - ICTPのディラック・メダル
- 2005年 - ハイネマン賞数理物理学部門
- 2011年 - マックス・プランク・メダル
- 2015年 - 高エネルギー・素粒子物理学賞
- 2016年 - ラルス・オンサーガー賞
- 2018年 - ポメランチュク賞
- 2021年 - ウルフ賞物理学部門
- 2021年 - クラリベイト・アナリティクス引用栄誉賞
- 2021年 - ノーベル物理学賞

## 著作
- 「場の理論－統計論的アプローチ－」青木薫・青山秀明共訳 吉岡書店 1993年